# Yasutaka Tsutsui

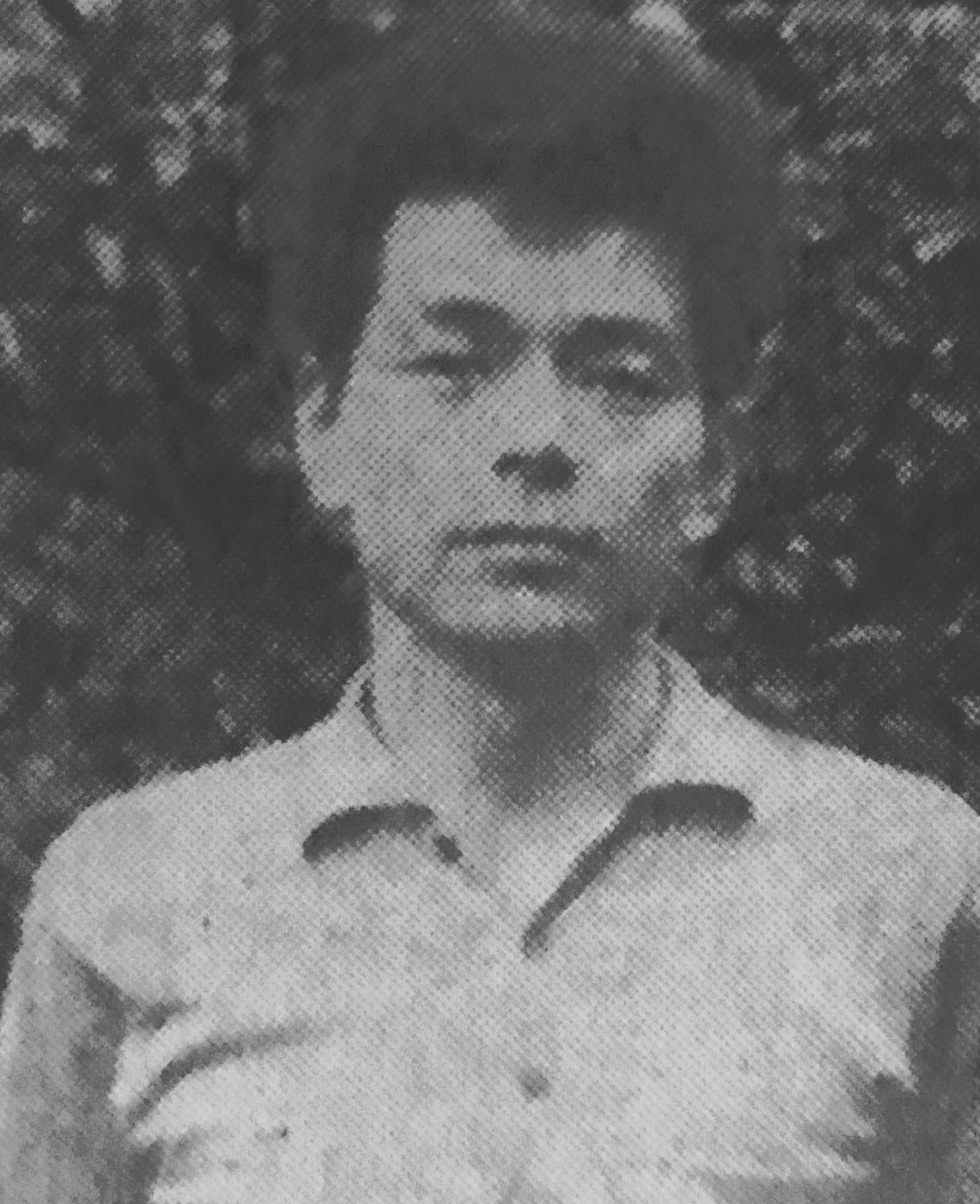
Yasutaka Tsutsui

Yasutaka Tsutsui (筒井 康隆, Tsutsui Yasutaka, Osaka, 24 september 1934) is een Japans schrijver, sciencefiction auteur en acteur. In 1989 won hij de Tanizakiprijs met het boek Yumenokizaka bunkiten. Hij won eveneens de 1981 Izumi Kyoka Prijs, de 1989 Yasunari Kawabataprijs en de 1992 Nihon SF Taisho Prijs.

## Schrijfstijl
Tsutsui's werk is gekend voor diens zwarte humor en satirische inhoud. Hij bekritiseert vaak Japanse taboes zoals het keizerlijke systeem en de houding van de maatschappij tegenover gehandicapten. Daarom krijgt hij vaak kritiek. Zijn oeuvre wordt gezien als de basis voor de Japanse postmodernistische sciencefiction. Hij schrijft vaak over psychoanalyse en surrealisme, welke eveneens de thema's waren van zijn scriptie uit 1957. Onderwerpen waar hij reeds over schrijf zijn tijdreizen in The Girl Who Leapt Through Time (1967), een MMORPG en diens virtuele wereld in Gaspard in the Morning (1992) en droomwerelden in Paprika (1993).

## Bewerkingen
Een van Tsutsui's eerste romans, The Girl Who Leapt Through Time, werd in verscheidene media herwerkt, waaronder een film, een anime en een manga. De roman Paprika (1993) werd in 2006 verwerkt tot een animefilm door Satoshi Kon. Verscheidene van zijn andere werken, waaronder de vierdelige roman Fugo Keiji (Millionaire Detective), werden tot Japanse televisiedrama's verwerkt.

## Oeuvre
Buiten de verscheidene films en televisiereeksen waaraan Tsutsui meewerkte, publiceerde hij heel wat romans en kortverhaalcollecties in Japan.

### Reeksen
Nanase Trilogie
- 家族八景 Kazoku Hakkei (Eight Family Scenes/What The Maid Saw) (1972)
- 七瀬ふたたび Nanase Futatabi (Nanase Once More) (1975)
- エディプスの恋人 Edipusu no Koibito (Oedipus’ Lover) (1977)

### Romans
- 48億の妄想 48 Oku no Moso (4.8 Billion Delusions) (1965)
- 馬の首風雲録 Umanokubi Fuunroku (Chronicle of the Horse’s Head Crisis) (1967)
- 時をかける少女 Toki o Kakeru Shojo (The Girl Who Leapt Through Time) (1967)
- 霊長類、南へ Reichorui, Minami-e (1969)
- 緑魔の町 Ryokuma no Machi (Green Devil Town) (1970)
- 脱走と追跡のサンバ Dasso to Tsuiseki no Samba (Samba of Running and Chasing) (1971)
- 俗物図鑑 Zokubutsu Zukan (Picture Book of Vulgarity) (1972)
- 男たちのかいた絵 Otoko Tachi no Kaita E (Tale of Two Men) (1974)
- 俺の血は他人の血 Ore no Chi wa Tanin no Chi (My Blood is the Blood of Another) (1974)
- 富豪刑事 Fugo Keiji (Millionaire Detective) (1978)
- 大いなる助走 Oi Naru Joso (The Great Approachway) (1979)
- 美藝公 Bigeiko (1981)
- 虚人たち Kyojin Tachi (Virtual Men) (1981)
- 虚航船団 Kyoko Sendan (Fleet of Fantasy) (1984)
- イリヤ・ムウロメツ Ilya Muromets (1985)
- 旅のラゴス Tabi no Ragosu (Lagos on a Journey) (1986)
- 歌と饒舌の戦記 Uta to Jozetsu no Senki (War Chronicles of Song and Loquacity) (1987)
- 夢の木坂分岐点 Yumenokizaka Bunkiten (Dreamtree Hill Junction) (1987)
- 驚愕の広野 Kyogaku no Koya (Prairie of Astonishment) (1988)
- 新日本探偵社報告書控 Shin-Nihon Tanteisha Hokokusho Hikae (Copies of the Shin-Nihon Detective Company Reports) (1988)
- フェミニズム殺人事件 Feminizumu Satsujin Jiken (The Feminism Murders) (1989)
- 残像に口紅を Zanzo ni Kuchibeni o (Lipstick on an After-Image) (1989)
- 文学部唯野教授 Bungakubu Tadano Kyoju (Prof. Tadano of the Literature Department) (1990)
- ロートレック荘事件 Rotorekku-So Jiken (The Lautrec Villa Murders) (1990)
- 朝のガスパール Asa no Gasupāru (Gaspard in the Morning) (1992)
- パプリカ Paprika (1993)
- 邪眼鳥 Jagancho (1997)
- 敵 Teki (Enemy) (1998)
- わたしのグランパ Watashi no Guranpa (My Grandpa) (1999)
- 恐怖 Kyofu (Fear) (2001)
- 愛のひだりがわ Ai no Hidarigawa (The Left Side of Love) (2002)
- ヘル Hell (2003)
- 銀齢の果て Ginrei no Hate (End of the Silver Age) (2006)
- 巨船べラスレトラス Kyosen Berasu Retorasu (The Big Ship Bellas Letras) (2007)
- ダンシング・ヴァニティ Dancing Vanity (2008)
- ビアンカ・オーバースタディ Bianca Overstudy (2012)
- 聖痕 Seikon (Stigmata) (2013)
- モナドの領域 Monado no Ryoiki (The Monad Realm) (2015)

### Kortverhalen
- 東海道戦争 Tokaido Senso (The Tokaido War) (1965)
- ベトナム観光公社 Betonamu Kanko Kosha (Vietnam Tourist Bureau) (1967)
- アルファルファ作戦 Arufarufa Sakusen (The Alfalfa Strategy) (1968)
- 幻想の未来・アフリカの血  Genso no Mirai/Afurika no Chi (Fantasy Future/African Blood) (1968)
- にぎやかな未来 Nigiyaka na Mirai (A Bright Future) (1968)
- アフリカの爆弾 Afurika no Bakudan (African Bomb) (1968)
- 筒井順慶 Tsutsui Junkei (1969)
- わが良き狼 Waga Yoki Okami (My Good Old Wolf) (1969)
- 心狸学・社怪学 Shinrigaku, Shakaigaku (Psychology, Sociology) (1969)
- ホンキイ・トンク Honky Tonk (1969)
- 欠陥大百科 Kekkan Ohyakka (Encyclopedia of Defects) (1970)
- 母子像 Boshizo (Mother and Child Portrait) (1970)
- 馬は土曜に蒼ざめる Uma wa Doyo ni Aozameru (Horses Turn Pale on Saturdays) (1970)
- 発作的作品群 Hossa-teki Sakuhingun (Spasmodic Group of Works) (1971)
- 日本列島七曲り Nihon Retto Nanamagari (Eight Bends on the Japanese Archipelago) (1971)
- 将軍が目覚めた時 Shogun ga Mezameta Toki (When the Shogun Awoke) (1972)
- 農協月へ行く Nokyo Tsuki-e Iku (Co-op Goes To The Moon) (1973)
- 暗黒世界のオデッセイ Ankoku Sekai no Odessei (Dark World Odyssey) (1974)
- おれに関する噂 Ore-ni Kansuru Uwasa (Rumours About Me) (1974)
- ウィークエンドシャフル Weekend Shuffle (1974)
- 笑うな Warau-na (Don’t Laugh) (1975)
- メタモルフォセス群島 Metamorufosesu Gunto (Metamorphosis Archipelago) (1976)
- あるいは酒でいっぱいの海 Aruiwa Sake de Ippai no Umi (Or a Sea Full of Sake) (1977)
- バブリング創世記 Baburingu Soseiki (Babbling Creation Chronicles) (1978)
- 宇宙衛生博覧会 Uchu Eisei Hakurankai (Universal Hygiene Expo) (1979)
- エロチック街道 Erochikku Kaido (Erotic Avenue) (1981)
- 串刺し教授 Kushizashi Kyoju (Professor on a Skewer) (1985)
- くたばれPTA Kutabare PTA (Go To Hell, PTA) (1986)
- お助け Otasuke (The Helper) (1986)
- 原始人 Genshijin (Primitive Man) (1987)
- 薬菜飯店 Yakusai Hanten (Yakusai Chinese Restaurant) (1988)
- 夜のコント・冬のコント Yoru no Konto, Fuyu no Konto (Night Tales, Winter Tales) (1990)
- 最後の伝令 Saigo no Denrei (The Last Despatch) (1993)
- 鍵 Kagi (The Key) (1994)
- 座敷ぼっこ Zashiki Bokko (1994)
- 家族場面 Kazoku Bamen (Family Scenes) (1995)
- ジャズ小説 Jazu Shosetsu (Jazz Novel) (1996)
- 満腹亭へようこそ Manpukutei-e Yōkoso (Welcome to Full Belly Inn) (1998)
- 魚藍観音記 Gyoran Kannon Ki (Records of the Gyoran Kannon) (2000)
- エンガッツィオ司令塔 Engattsio Shireito (Engazzio Command Tower) (2000)
- 天狗の落し文 Tengu no Otoshibumi (Jottings of an Ogre) (2001)
- 懲戒の部屋 Chokai no Heya (The Punishment Room) (2002)
- 驚愕の曠野 Kyogaku no Koya (2002)
- 最後の喫煙者 Saigo no Kitsuensha The Last Smoker (2002)
- 睡魔のいる夏 Suima no Iru Natsu (Summer When the Sleep Fairy Comes) (2002)
- 傾いた世界 Katamuita Sekai (The World is Tilting) (2002)
- 日本以外全部沈没 Nihon Igai Zembu Chinbotsu (The End of the World Except Japan) (2002)
- 怪物たちの夜 Kaibutsu Tachi no Yoru (Night of the Phantoms) (2002)
- 近所迷惑 Kinjo Meiwaku (Disturbing the Neighbours) (2002)
- わが愛の税務署 Waga Ai no Zeimusho (My Beloved Tax Office) (2003)
- カメロイド文部省 Kameroido Monbusho (The Cameroid Ministry of Education) (2003)
- ポルノ惑星のサルモネラ人間 Poruno Wakusei no Sarumonera Ningen (Salmonella Men on Planet Porno) (2005)
- ヨッパ谷への降下 Yoppadani-e no Koka (Descent to Yoppa Valley) (2005)
- 壊れかた指南 Kowarekata Shinan (Guide to Falling Apart) (2006)
- 陰悩録 Innoroku (Record of Dark Troubles) (2006)
- 如菩薩団 Nyobosatsudan (Team of Female Bodhisattvas) (2006)
- 夜を走る Yoru o Hashiru (Running at Night) (2006)
- 佇むひと Tatazumu Hito (Standing Woman) (2006)
- くさり Kusari (Chains) (2006)
- 出世の首 Shusse no Kubi (Getting Ahead) (2007)
- 繁栄の昭和 Hanei no Showa (Prosperous Showa) (2014)
- 世界はゴ冗談 Sekai ha Gojodan (The World Is Your Joke) (2015)

- Biblioteca Nacional de España: XX4709681
- Bibliothèque nationale de France: cb121682172 (data)
- Catàleg d'autoritats de noms i títols de Catalunya: 981058514467006706
- CiNii: DA00198167
- Gemeinsame Normdatei: 132121441
- International Standard Name Identifier: 0000 0001 0876 3561
- Library of Congress Control Number: n81114376
- Nationale Bibliotheek van Letland: 000108412
- MusicBrainz: ab37618c-2fcb-4772-9cc3-0f4e34bd3643
- Bibliotheek van het Japanse parlement: 00087104
- Nationale Bibliotheek van Tsjechië: xx0030483
- Nationale bibliotheek van Australië: 36512051
- Nationale Bibliotheek van Israël: 987007280501605171
- Nationale Bibliotheek van Polen: a0000002087539
- Nationale en Universitaire bibliotheek Zagreb: 000218630
- Nederlandse Thesaurus van Auteursnamen: 277948304
- Système universitaire de documentation: 030220106
- Trove: 1264859
- Virtual International Authority File: 19718607
- WorldCat: E39PBJgxwxrYf3jWjpjbp8fcyd